# Portret Wandy Siemaszkowej w roli Panny Młodej w „Weselu” Stanisława Wyspiańskiego
Portret Wandy Siemaszkowej w roli Panny Młodej w „Weselu” Stanisława Wyspiańskiego – portret pastelowy Stanisława Wyspiańskiego z 1901, przedstawiający Wandę Siemaszkową.
Rysunek powstwał prawdopodobnie w 1901 w Krakowie. Obecnie znajduje się w zbiorach Muzeum Narodowego w Krakowie (nr inw.: MNK III-r.a-10755). Wymiary dzieła wynoszą: szerokość: 45,8 cm (w świetle ramy), wysokość: 60,0 cm; rama: wysokość: 70,5 cm, szerokość: 56,0 cm, grubość: 2,5 cm.
Na rysunku przedstawiona jest aktorka Wanda Siemaszkowa, która zagrała Pannę Młodą w premierowym spektaklu Wesela Wyspiańskiego, wystawionym w Teatrze Miejskim w Krakowie 16 marca 1901. Rysunek jest jednym z dwóch portretów autorstwa Wyspiańskiego przedstawiających Wandę Siemaszkową.

## Udział w wydarzeniach
Obraz był lub jest prezentowany m.in. na poniższych wystawach:
- Skarbiec Wyspiańskiego, 2019-10-11 – 2020-03-01; Muzeum Narodowe w Krakowie